# Storbritanniens Grand Prix 1985
Storbritanniens Grand Prix 1985 var det åttonde av 16 lopp ingående i formel 1-VM 1985.

## Resultat
1. Alain Prost, McLaren-TAG, 9 poäng
2. Michele Alboreto, Ferrari, 6
3. Jacques Laffite, Ligier-Renault, 4
4. Nelson Piquet, Brabham-BMW, 3
5. Derek Warwick, Renault, 2
6. Marc Surer, Brabham-BMW, 1
7. Martin Brundle, Tyrrell-Renault
8. Gerhard Berger, Arrows-BMW
9. Riccardo Patrese, Alfa Romeo
10. Ayrton Senna, Lotus-Renault (varv 60, insprutning)
11. Stefan Bellof, Tyrrell-Ford

### Förare som bröt loppet
- Niki Lauda, McLaren-TAG (varv 57, elsystem)
- Thierry Boutsen, Arrows-BMW (57, snurrade av)
- Andrea de Cesaris, Ligier-Renault (41, koppling)
- Pierluigi Martini, Minardi-Motori Moderni (38, transmission)
- Elio de Angelis, Lotus-Renault (37, för få varv)
- Manfred Winkelhock, RAM-Hart (28, turbo)
- Keke Rosberg, Williams-Honda (21, avgassystem)
- Nigel Mansell, Williams-Honda (17, koppling)
- Eddie Cheever, Alfa Romeo (17, turbo)
- Jonathan Palmer, Zakspeed (6, motor)
- Teo Fabi, Toleman-Hart (4, transmission)
- Stefan "Lill-Lövis" Johansson, Ferrari (1, olycka)
- Patrick Tambay, Renault (0, snurrade av)
- Philippe Alliot, RAM-Hart (0, olycka)
- Piercarlo Ghinzani, Osella-Alfa Romeo (0, olycka)